# Chiesa di Sant'Antonio Abate (Cencenighe Agordino)
La chiesa di Sant'Antonio Abate è la parrocchiale di Cencenighe Agordino, in provincia di Belluno e diocesi di Belluno-Feltre; fa parte della convergenza foraniale di Agordo-Livinallongo.

## Storia

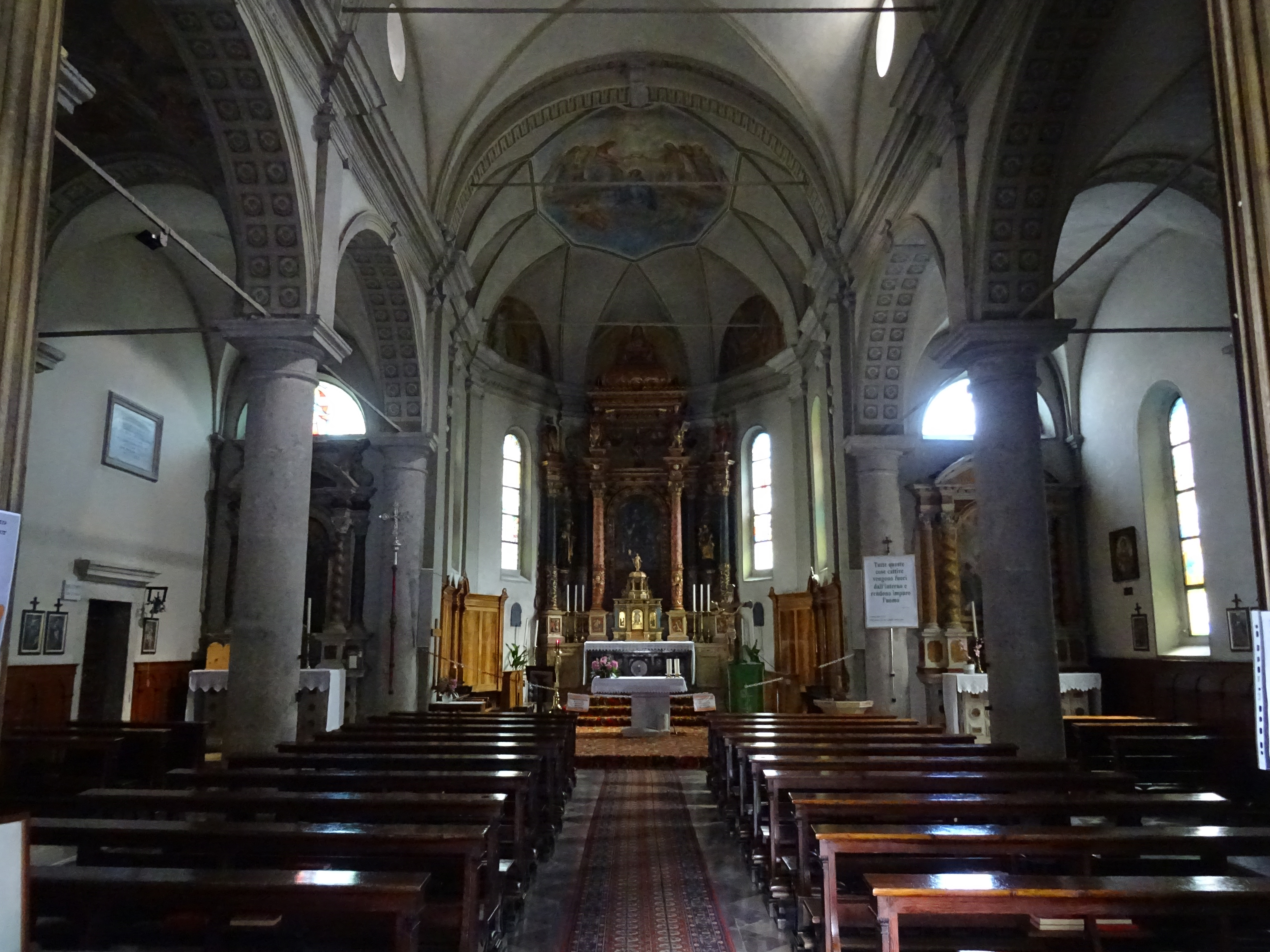
Interno

Il primo luogo di culto di Cencenighe dedicato a Sant'Antonio Abate era un sacello in stile gotico edificato nel 1250, che fu consacrato nel 1361 ed eretto a parrocchia autonoma nel 1534 All'inizio del Settecento questo edificio era ormai diventato insufficiente a soddisfare i bisogni della popolazione e venne demolito per lasciar spazio alla nuova chiesa. L'attuale parrocchiale fu costruita nel 1723 e consacrata il 10 agosto 1732.

## Interno
Opere di valore custodite all'interno della chiesa, che è a tre navate, sono l'altar maggiore in legno, scolpito dall'artista locale Giovanni Manfroi coadiuvato dal taibonese Antonio Costa, una pala raffigurante i Santi Antonio Abate, Rocco e Sebastiano, eseguita da Svaldo Gorbenutto e terminata nel 1655, un dipinto con San Gottardo, realizzato dallo zumellese Luigi Cima nel 1921, e l'altare laterale, costruito da Giuseppe Manfroi ed adornato da una tela con soggetto San Giuseppe assieme alla Madonna e a Gesù Cristo, opera di Domenico Zeni.